# Wandelaar (F912)
Wandelaar (F912) je fregata iz klase fregata Wielingen koja je bila u službi belgijske mornarice. Izgrađena je 21. lipnja 1977. u brodogradilištu Boelwerf dok je sljedeće godine stavljena u službu. Svečanoj ceremoniji porinuća broda nazočila je princeza Marie-Esméralda kao njegova kuma.
Fregata je u belgijskoj službi bila do 2004. godine kada je prodana Bugarskoj kao prva od tri fregate iz te klase koje su prodane dok je Westhinder (F913) odtegljen u rezalište kao staro željezo. Službeni transfer broda obavljen je 21. listopada 2005. pri svečanoj ceremoniji u mornaričkoj bazi Zeebrugge. Ondje je najavljeno da će biti preimenovan u Drŭzki (bug. Дръзки, hrv. Odvažan) te će nositi broj 41.  Tada je postao novi temeljni brod bugarske ratne mornarice te je raspoređen u antiterorističke operacije na Mediteranu i Crnom moru. Jedna od njih bilo je sudjelovanje u NATO misiji Ujedinjeni zaštitnik u kojoj se patrolirala obala Libije kako bi se proveo UN-ov embargo na oružje.
Kao i fregate Wielingen (Verni 42) i Westdiep (Gordi 43), Wandelaar (odnosno Drŭzki 41) je stacioniran u mornaričkoj bazi Burgas.
Početkom lipnja 2017. došlo je do nesreće u kojoj je pilot ratne mornarice izgubio život. Naime, pri završetku vojne vježbe Black Sea-2017, pilot se helikopterom AS.565MB Panther sudario s fregatom Drŭzki 41 nakon čega se srušio u Crno more. Naime, u kritičnom trenutku tijekom preleta, došlo je do kontakta glavnog rotora helikoptera s prednjim jarbolom broda. To je primoralo pilota da odmah izvrši prinudno sletanje na vodu i to s izvučenim stajnim trapom i aktiviranim plovcima. Do tragedije je došlo na otvorenom moru oko 20 km južno od Varne a poginuli pilot, kapetan Georgi Anastasov je posmrtno unaprijeđen u čin bojnika.

## Galerija slika
- Pogled s pramca na Wandelaar usidren u Málagi.
- Drŭzki u Crnom moru.
- Drŭzki i američki razarač USS Oscar Austin tijekom zajedničkog izvođenja manevra.
- Bugarska i tuska fregata Drŭzki i Yildirim tijekom zajedničke NATO vježbe.

## Vidjeti također
Povezane fregate
- Wielingen (F910)
- Westdiep (F911)
- Westhinder (F913)
- Fregate klase Wielingen